# Хеллингер, Марк
Марк Джон Хеллингер (англ. Mark John Hellinger; 21 марта 1903 года — 21 декабря 1947 года) — американский журналист, сценарист и кинопродюсер, известный созданием фильмов нуар социальной направленности в середине 1940-х годов.
Первоначально Хеллингер сделал себе имя как нью-йоркский театральный критик и один из первых известных на всю страну «бродвейских обозревателей». На протяжении 1920-х годов Хеллингер стал «воплощением энергичного и жёсткого, крепко пьющего журналиста», одним из ведущих бродвейских обозревателей, с 1923 года — в газете «Daily News» в Нью-Йорке, а в 1929 году перешёл на работу в «Дейли миррор» Уильяма Хёрста.
Перейдя в кинематограф, Хеллингер как сценарист и продюсер принял участие в создании серии значимых фильмов нуар, таких как «Ревущие двадцатые» (1939), «Высокая Сьерра» (1941), «Убийцы» (1946), «Грубая сила» (1947) и «Обнажённый город» (1948).
В 1947 году Хеллингер завоевал Премию Эдгар за лучший фильм за фильм «Убийцы» (1946).

## Первые годы жизни
Марк Хеллингер родился 21 марта 1903 года в Нью-Йорке в ортодоксальной еврейской семье Пола и Милли Хеллингер, его отец был успешным адвокатом, занимавшимся недвижимостью. В 15 лет Хеллингер был исключён из школы за организацию забастовки учеников, на этом его формальное образование было завершено.
В 1921 году Хеллингер начал работать официантом и кассиром в ночном клубе в Гринвич-Виллидж, надеясь познакомиться там с представителями театрального мира. Вскоре сеть универмагов «Лейн Брайант» наняла его для написания почтовой рекламы одежды для полных и беременных женщин.

## Журналистская карьера
В 1922 году Хеллингер начал журналистскую карьеру в качестве репортёра театрального издания «Zit’s Weekly», где проработал восемнадцать месяцев.
В 1923 году Хеллингер перешёл на работу в нью-йоркскую газету «Daily News», где освещал городские новости. В 1925 году ему было поручено вести воскресную колонку «Вокруг города», рассказывающую о новостях и сплетнях из бродвейского театрального мира, однако вместо этого он заполнял колонку короткими рассказами в стиле О.Генри. У колонки Хеллингера появилось много поклонников, и руководство газеты разрешило ему продолжить писать собственные рассказы. Три года спустя он вырос до ежедневной рубрики под названием «За новостями». В ноябре 1929 года Хеллингер перешёл на работу в нью-йоркскую газету «Дейли миррор», где продолжил вести ежедневные и воскресные колонки.
Хеллингер стал «поставщиком историй о полусвете Нью-Йорка, которые были наполнены особым жаргоном, отличаясь реальным описанием реальных людей. Многие персонажи Хеллингера были собирательными образами людей, которых он знал по Бродвею». Как в своих газетных работах, так и в рассказах Хеллингер «обладал даром точно переносить крутой уличный жаргон и эгоистичные настроения небезупречных граждан Нью-Йорка». Персонажи Хеллингера были «объёмными созданиями из плоти и крови (многие основывались на реальных людях), именно поэтому многие фильмы Хеллингера предваряет оговорка о том, что „изменены только имена“». К 1937 году колонки Хеллингера перепечатывались уже в 174 газетах в разных городах страны.
Хеллингер также начал сочинять скетчи для популярного эстрадного ревю «Безумства Зигфелда», писал пьесы, журнальные статьи и выпустил два сборника рассказов «Луна над Бродвеем» (1931) и «Десять миллионов» (1934). Реалистический характер историй Хеллингера, а также его опыт работы на Бродвее, естественным образом привёл его в кино.

## Кинокарьера
Кинокарьера Хеллингера началась с написания «бескомпромиссного сценария» к нуаровому триллеру 1932 года «Ночной суд». Два года спустя один из его рассказов стал основой для комедии о скачках Фрэнка Капры «Бродвей Билл» (1934).
В 1937 году студия «Уорнер бразерс» наняла Хеллингера в качестве штатного сценариста. Рассказ Хеллингера «Мир продолжает вращаться» был переработан в сценарий нуаровой гангстерской драмы «Ревущие двадцатые» (1939), которую поставил Рауль Уолш, а главные роли исполнили Джеймс Кэгни и Хамфри Богарт. Это была «криминальная история, герои которой были основаны на реальных преступниках и их сообщниках в период эпохи сухого закона». «Вымышленные персонажи этого фильма были мгновенно узнаваемы современниками как реальные личности, живые или мёртвые (часто мёртвые)». Следующего успеха как сценарист на студии «Уорнер» Хеллингер добился с криминальной комедией «Это всё правда» (1940), вновь с Богартом в главной роли.
Студия была настолько довольна кассовыми результатами фильмов, что взяла Хеллингера на работу в качестве ассоциированного продюсера. В этом качестве он участвовал в создании таких нуаровых триллеров Раула Уолша «Они ехали ночью» (1940) и «Высокая Сьерра» (1941), оба — с Богартом и Лупино, а также романтическая комедия (также Уолша) «Яркая блондинка» (1941) с Кэгни и Оливией де Хэвилленд.
В 1941 году руководитель студии «Двадцатый век Фокс» Дэррил Занук пригласил Хеллингера на свою студию в качестве полноправного продюсера. В этом качестве Хеллингер участвовал в создании сначала романтической музыкальной спортивной комедии «Вставай и сияй» (1941), а затем мелодрамы режиссёра Арчи Майо «Полнолуние» (1942) с Жаном Габеном и Айдой Лупино.
Из-за врождённого больного сердца Хеллингеру было неоднократно отказано в приёме на военную службу во время Второй мировой войны, но всё-таки в 1943—1945 годах он некоторое время работал военным корреспондентом на Тихом океане.
Затем он на несколько лет вернулся на «Уорнер», где его продюсерская работа находились в диапазоне от мистической фэнтези-драмы «Между двух миров» (1944) до фэнтези-комедии Рауля Уолша «Звуки горна в полночь» (1945) и фильма нуар «Две миссис Кэрролл» (1947) с участием Богарта и Барбары Стэнвик.
В 1946 году Хеллингер создал собственную независимую продюсерскую компанию и начал сотрудничество со студией «Юнивёрсал», создав три фильма нуар высшего уровня: «Убийцы» (1946), «Грубая сила» (1947) и «Обнажённый город» (1948). Классический фильм нуар Роберта Сиодмака «Убийцы» (1946) с Бертом Ланкастером и Авой Гарднер в главных ролях был номинирован на четыре Оскара, получил Премию Эдгар, а в 2008 году был включён в Национальный реестр фильмов, отобранных для хранения в Библиотеке Конгресса США. Тюремная драма Жюля Дассена «Грубая сила» (1947) со звёздным составом исполнителей во главе с Бертом Ланкастером в новаторском для своего времени не приукрашенном стиле показывала несправедливость и жестокость порядков, царящих в американской тюрьме. «Обнажённый город» был «образцовой полицейской драмой большого города». Фильм был сделан в уникальном для своего времени полудокументальном стиле, где все события происходили в реальных интерьерах и на реальных улицах Нью-Йорка. Хеллингер выступил в этом фильме не только как продюсер, но и как закадровый рассказчик, который не только комментировал события, но и поэтично выражал свои чувства по отношению к любимому городу. Фильм вышел на экраны через несколько недель после преждевременной смерти Хеллингера. В своей рецензии в «Нью-Йорк таймс» Босли Кроутер назвал фильм «виртуальной колонкой Хеллингера на плёнке» и «его достойным прощанием». В 1949 году фильм завоевал два Оскара и одну номинацию на Оскар, а также премию БАФТА за лучший фильм. В 2007 году Библиотека Конгресса США включила ленту в Национальный реестр фильмов.

## Личная жизнь
В 1926 году Хеллингер был одним из судей конкурса красоты, который спонсировала газета «Дейли мейл», где познакомился с участницей конкурса, актрисой эстрадного ревю «Безумства Зигфелда» Глэдис Глэд, и в 1929 году они поженились. В 1932 году они развелись, но через год они поженились снова в день своей первой свадьбы. Их брак просуществовал вплоть до его смерти.
21 декабря 1947 года Хеллингер скоропостижно скончался в возрасте 44 лет от болезни сердца, от которой страдал всю жизнь.

## Наследие
Театр под названием Голливуд, построенный в 1930 году на Бродвее, был в 1949 году переименован в Театр Марка Хеллингера. В 1989 году он был продан другому владельцу и переименован в Церковь Таймс сквер.
В 1952 году вышла биография Хеллингера, которую написал Джим Бишоп. В 1951 году писатель, продюсер и режиссёр Ричард Брукс, который был протеже Хеллингера, использовал личность своего наставника как для создания образа главного героя своего романа «Продюсер».

## Фильмография

### Продюсер
- 1939 — Приключения Джейн Эрден / The Adventures of Jane Arden (ассоциированный продюсер)
- 1939 — Адская кухня / Hell’s Kitchen
- 1939 — Ковбой-полузащитник / The Cowboy Quarterback
- 1939 — Кид Найтингейл / Kid Nightingale
- 1940 — Британская разведка / British Intelligence (ассоциированный продюсер)
- 1940 — Это всё правда / It All Came True
- 1940 — Тропический пояс / Torrid Zone (ассоциированный продюсер)
- 1940 — Брат «Орхидея» / Brother Orchid (ассоциированный продюсер)
- 1940 — Они ехали ночью / They Drive by Night (ассоциированный продюсер)
- 1941 — Высокая Сьерра / High Sierra (ассоциированный продюсер)
- 1941 — Искренне твой / Affectionately Yours (ассоциированный продюсер)
- 1941 — Мужская сила / Manpower
- 1941 — Вставай и сияй / Rise and Shine
- 1942 — Полнолуние / Moontide
- 1943 — Благодари судьбу / Thank Your Lucky Stars
- 1944 — Между двух миров / Between Two Worlds
- 1944 — Неугомонные девушки / The Doughgirls
- 1945 — Звуки горна в полночь / The Horn Blows at Midnight
- 1946 — Убийцы / The Killers
- 1946 — Отличный парень / Swell Guy
- 1947 — Две миссис Кэрролл / The Two Mrs. Carrolls
- 1947 — Грубая сила / Brute Force
- 1948 — Обнажённый город / The Naked City

### Сценарист
- 1932 — Ночной суд / Night Court (пьеса)
- 1934 — Бродвей Билл / Broadway Bill (рассказ)
- 1938 — Прогулка по Бродвею / Walking Down Broadway (рассказ)
- 1938 — Комета над Бродвеем / Comet Over Broadway
- 1939 — Ревущие двадцатые / The Roaring Twenties (рассказ)
- 1944 — Окно в сто фунтов / The Hundred Pound Window (рассказ)
- 1944 — Устремляясь ввысь / Riding High (рассказ)
- 1951—1959 — Театр звёзд Шлица (сериал) / Schlitz Playhouse of Stars
- 1958—1963 — Обнажённый город (сериал) / Naked City